# Малесса, Эмилия
Эмилия Малесса (пол. Emilia Malessa, 26 февраля 1909, Ростов, Ярославская губерния или Ростов-на-Дону, область Войска Донского — 5 июня 1949, Варшава) — польский солдат, член Армии Крайовой в звании капитана, участница Варшавского восстания, член подпольной антикоммунистической организации «Свобода и Независимость» (WiN), кавалер ордена Virtuti militari. 

## Ранние годы
Малесса родилась в Российской империи в семье Владислава и Марии (Круковской) Издебских. После приезда в Польшу, в 1924 году она окончила ремесленное училище в Луцке. Она работала в Главном статистическом управлении в Варшаве, а затем переехала в Гдыню. В 1935 году она вышла замуж за Войцеха Малессу, но через два года развелась с ним.

## Вторая мировая война
После вторжения Германии в Польшу она вызвалась добровольцем в Женскую волонтёрскую службу и приняла участие в сентябрьской кампании. Она была водителем и организатором материально-технического снабжения и полевых госпиталей 19-й польской пехотной дивизии.
В середине октября она присоединилась к подпольным организациям «Служба победе Польши» и «Союз вооружённой борьбы», а затем и к Армии Крайовой (АК). До конца немецкой оккупации она была начальником ячейки связи «Загрода» при Главном штабе АК. Где-то в 1943 году она вышла замуж за Яна Пивника («Понурого»), одного из тихотёмных и известного антинацистского партизанского командира.
Малесса принимала участие в Варшавском восстании, а затем сбежала из транспорта, который вёз побеждённых повстанцев в трудовые лагеря в Германии. Она добралась до Кракова, где приняла участие в операции под руководством Эльжбеты Завацкой, псевдоним «Зо», которая доставила курьера Яна Новака-Езёраньского из Великобритании в Польшу.

## Антикоммунистическая деятельность
После расформирования Армии Крайовой в январе 1945 года Малесса присоединилась к организации антикоммунистического сопротивления NIE. После прекращения деятельности NIE в мае 1945 года она была членом руководящего комитета другого антикоммунистического движения, «Свобода и Независимость» (WiN). В конце 1945 года она выразила желание покинуть организацию. Когда она находилась в процессе официального увольнения, она была арестована коммунистической тайной полицией (UB), которой удалось проникнуть в ряды организации. 
На допросах, последовавших за её арестом, она поверила «честному офицерскому слову», данному главой UB Юзефом Ружанским, что, если она раскроет командование и структуру «Свободы и Независимости», ни один из упомянутых ею членов не будет арестован, и дальнейшее преследование бывших бойцов АК прекратится. С разрешения своих командиров, полковника Яна Жепецкого и полковника Антони Санойцы, которые также добросовестно приняли обещание Ружанского, она передала УБ список имён членов и командиров организации. Их быстро арестовали, а Малесса, всё ещё находившаяся в тюрьме, начала голодовку в знак протеста против нарушения обещаний. 14 февраля 1947 года она была приговорена к двум годам лишения свободы. Через несколько дней она была «помилована» президентом коммунистической Польши Болеславом Берутом и освобождена. Она продолжила голодовку перед стенами Мокотувской тюрьмы, где содержались названные ею люди. 
Она сразу же начала добиваться от властей выполнения данных обещаний и освобождения из тюрем бойцов подполья. Она писала письма Беруту, министру безопасности Станиславу Радкевичу и Ружанскому. Её усилия не увенчались успехом; всё больше и больше солдат «Свободы и Независимости» было арестовано и приговорено к длительным срокам тюремного заключения или смертной казни.

## Смерть
Избегаемая остатками антикоммунистического подполья, Малесса покончила жизнь самоубийством 5 июня 1949 года. Первоначально она была похоронена на Брудновском кладбище в Варшаве. 19 сентября 2005 года её тело было эксгумировано, а после мессы урна с её останками была перезахоронена на Повонзком воинском кладбище.